# NGC 5346
NGC 5346 је спирална галаксија у сазвежђу Ловачки пси која се налази на NGC листи објеката дубоког неба.
Деклинација објекта је + 39° 34' 51" а ректасцензија 13h 53m 2,0s. Привидна величина (магнитуда) објекта NGC 5346 износи 13,9 а фотографска магнитуда 14,6. Налази се на удаљености од 42,880 милиона парсека од Сунца. NGC 5346 је још познат и под ознакама UGC 8804, MCG 7-29-7, CGCG 219-14, KUG 1350+398, PGC 49322.